# 3. озренска лака пјешадијска бригада
Трећа озренска лака пјешадијска бригада је била пјешадијска јединица Војске Републике Српске, у саставу Првог крајишког корпуса. Њена зона одговорности је била територија Српске општине Маглај, која је била у саставу Републике Српске. Бригада је основана преформацијом Прве озренске бригаде, 10. октобра 1993. Зона одговорности бригаде протезала се на 220 км², а дужина фронта била је 35 км. Бригада је ратовала у саставу Оперативне групе Добој, односно Тактичке групе Озрен.

## Састав
Бригада је у свом саставу имала 4 пешадијска батаљона, и то:
- Први пешадијски батаљон — Рудине
- Други пешадијски батаљон — Вис
- Трећи пешадијски батаљон — Пакленица
- Четврти пешадијски батаљон — Љесковице и Бистрица

Трећа озренска имала је и тенковску чету, јединице за подршку, интервентне снаге и артиљеријски дивизион. Артиљеријски дивизион су чинили батерија топова 155 мм, хаубичка батерија 105 мм, минобацачка батерија 80 мм и 120 мм, мешовита противоклопна батерија и мешовита артиљеријско-ракетна батерија.

## Ратна 1992. и 1993.
Након отпочињања рата у Босни на пролеће 1992, српске снаге на ширем простору Озрена помогле су у заузимању добојске општине почетком априла и извлачењу окружених мештана Смолуће крајем августа. Због сталних сукоба са Армијом Републике Босне и Херцеговине с простора града Маглаја, снаге будуће Треће озренске бригаде покушале су да заузму град. Напад је почео 21. септембра, али упркос великој артиљеријској и оклопној подршци, као и због жилаве одбране непријатеља, напад је пропао после 4 дана борбе. У бици је погинуло 47 бораца, а напад је званично прекинут наредбом више команде. Наредна ратна година донела је више окршаја са АРБиХ и бој за брдо Превиле у долини реке Босне. Заузимањем брда, Трећа озренска бригада је хтела да деблокира окружено српско село Долац. Упркос почетном успеху, АРБиХ је у противнападу повратио изгубљене положаје. Превиле ће тек наредне године бити ослобођене. Крајем године, бригада је учествовала у операцији ВРС Дрина, чији је циљ био заузимање тешањског џепа. У нападу бригада је везала за себе бошњачке снаге из Маглаја.

## Ратна 1994.
Трећа ратна година отпочела је општим нападом АРБиХ из Маглаја дуж целе линије фронта у другој половини јануара. Након вишедневних бојева, Трећа озренска сломила је напад непријатеља; у бици су страдала 4 припадника бригаде. Почетком фебруара, бригада је уз велику помоћ ударних снага Тактичке групе Озрен, заузела Превиле и деблокирала село Долац. У нападу је заузето и муслиманско село Казићи. Током борби, ВРС није имала погинулих, док је у АРБиХ страдало 27 бораца. Током марта, бригада је уз помоћ ТГ Озрен опет покушала да заузме Маглај. У бој је кренуло око 500 бораца, углавном маневарске снаге ТГ Озрен, и мешовити одред Специјалне бригаде милиције РС из Добоја и Бијељине. Првих дана напада, заузет је низ непријатељских положаја, али је напад неуспешно завршен. У бици је погинуло 16 припадника ВРС.
Највеће борбе током 1994, бригада је водила у јуну током општег напада АРБиХ на Озрен. Након почетних успеха, АРБиХ је угрозио спој Друге и Треће озренске бригаде, чиме би Четврта озренска бригада на Возући била одсечена. АРБиХ, међутим, није успео да раздвоји озренске бригаде, понајвише захваљујући жилавој српској одбрани на Близни и Подсјелову. Док је АРБиХ покушавао да одсече озренске бригаде, ОГ Добој је покренула противнапад. Пробој су предводили припадници Бијељинске бригаде Пантери, 1. батаљона војне полиције и 9. извиђачка чета ОГ Добој. До почетка јула, напад АРБиХ је скршен, а бошњачке снаге су претрпеле велике губитке, након што су намамљене у артиљеријску клопку. АРБиХ је 9. новембра поново напао Озрен, али и овај напад је био неуспешан, будући да је Трећа озренска бригада скршила све нападе на села Казиће и Близну. У борби није имала погинулих припадника.

## Ратна 1995.
Последња ратна година донела је највећу несрећу бригади током рата. У муњевитом нападу 2. и 3. корпуса АРБиХ, у бици за Возућу и након ње, Трећа озренска бригада изгубила је половину своје зоне одговорности.
Бригада је одлучујућу битку дочекала нарушеног моралног стања. Наиме, командант 3. пешадијског батаљона, Миленко Николић, одбијао је послушност команданту бригаде током већег дела рата. Будући да му је добар део батаљона био веран, нису успели покушаји команданта ОГ Добој, Владимира Арсића, да га смени. Због сукоба, Радована Јовића, команданта бригаде, заменио је Бранко Солдатовић. Николић је убијен 2. септембра од стране српских оружаних снага. Сви ови догађаји пољуљали су самопоуздање бригаде.
АРБиХ је започео напад 10. септембра, и већ првог дана заузео Возућу. Упркос чврстом отпору Четврте озренске бригаде, АРБиХ је наредних дана наставио напад долином реке Босне из правца Завидовића. Трећа озренска бригада изгубила је југоисточне положаје, села Долац и Казиће, због распада свог левог суседа, батаљона Гостовић. Одбрана тактички важне Близне се распала. Бригада је у наредним данима успела да се прибере. Утврдила је нове одбрамбене положаје на Озрену и омогућила становништву своје зоне одговорности да се пребаци на безбедно тло.

## Губици и послератни период
Према прелиминарним подацима, на тлу које је покривала, бригада је за време ратних дејстава изгубила 284 бораца.